# NGC 2268
NGC 2268 est une galaxie spirale barrée située dans la constellation de la Girafe. NGC 2268 a été découverte par l'astronome français Alphonse Borrelly en 1871.

## Caractéristiques
La classe de luminosité de NGC 2268 est II-III et elle présente une large raie HI.

### Distance
Sa vitesse par rapport au fond diffus cosmologique est de 2 200 ± 3 km/s, ce qui correspond à une distance de Hubble de 32,5 ± 2,3 Mpc (∼106 millions d'al). 
À ce jour, 25 mesures non basées sur le décalage vers le rouge (redshift) donnent une distance de 29,680 ± 5,589 Mpc (∼96,8 millions d'al), ce qui est à l'intérieur des valeurs de la distance de Hubble.
NGC 2268 a été utilisée par Gérard de Vaucouleurs comme une galaxie de type morphologique SAB(rs)bc dans son atlas des galaxies,.

### Luminosité dans l'infrarouge
La luminosité de la galaxie NGC 2268 dans l'infrarouge lointain (de 40 à 400 µm) est égale à 1,62 × 1010 {\displaystyle L_{\odot }} (1010,21{\displaystyle L_{\odot }}) et sa luminosité totale dans l'infrarouge (de 8 à 1 000 µm) est de 2,19 × 1010 {\displaystyle L_{\odot }} (1010,21{\displaystyle L_{\odot }}).

## Trou noir supermassif
Selon un article basé sur les mesures de luminosité de la bande K de l'infrarouge proche du bulbe de NGC 2268, on obtient une valeur de 107,5 {\displaystyle M_{\odot }} (32 millions de masses solaires) pour le trou noir supermassif qui s'y trouve.

## Supernova
La supernova SN 1982B a été découverte dans NGC 2268 le 12 février 1982 par l'astronome suisse Paul Wild de l'université de Berne. Cette supernova était de type Ia.

## Groupe de NGC 2276
NGC 2268 fait partie d'un groupe de galaxies d'au moins 13 membres, le groupe de NGC 2276. Les autres galaxies du catalogue NGC et du catalogue IC sont NGC 2276, NGC 2300, IC 455, IC 469, IC 499 et IC 512. S'ajoutent à ces 7 galaxies, les galaxies 3496, 3522, 3890, 4078, 4348 et 4612 du catalogue UGC.